# S-100
S-100, або Altair bus (також IEEE696-1983, вже недійсний стандарт) — одна з ранніх комп'ютерних шин, спроектована у 1974 році як частина комп'ютера Altair 8800. S-100 була першим промисловим стандартом шин розширення для мікрокомп'ютерів. Комп'ютери на основі S-100, що складалися з процесорних і периферійних плат, випускалися кількома[якими?] виробниками. Дана шина сформувала основу побудови мікрокомп'ютерів ентузіастами,[джерело?] і широко використовувалася аж до появи IBM PC (стандарт шини якого став пізніше відомий як ISA і широко розповсюдився).

## Архітектура

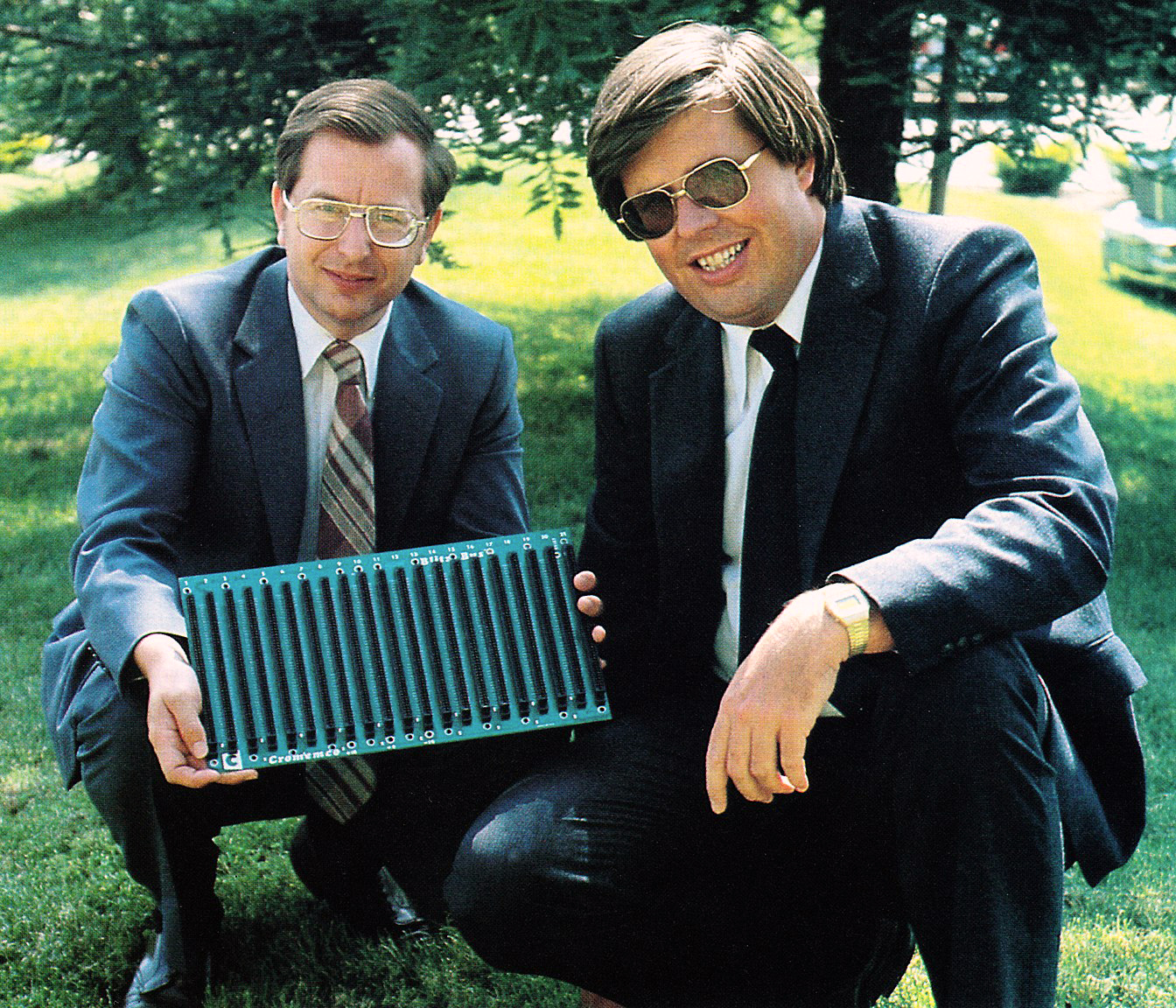
Гаррі Ґарланд і Роджер Мелен, співзасновники фірми Cromemco, тримають плату S-100 (1981 рік).

S-100 — пасивна шина що складається зі 100-контактних з'єднувачів і провідників, що з'єднують всі слоти паралельно. Плати, що вставляються у слоти, мають розміри 5×10 дюймів. Типовими платами є: плата центрального процесора, пам'яті, інтерфейсу з портами (наприклад, послідовним RS-232).
Призначення сигналів шини тісно пов'язане з мікропроцесором Intel 8080 і його сигналами (8080 був першим процесором, використаним у комп'ютерах з даною шиною).
100 ліній S-100 можна умовно поділити на чотири групи: 1) лінії живлення, 2) лінії даних, 3) адресні лінії, 4) тактування і керування.
Напруги живлення постійного струму, присутні на шині, дорівнюють +8 і ±16 вольт і не є регульованими; таким чином, кожна з плат розширення повинна мати свій стабілізатор. Майже завжди напруга +8 В використовується для отримання +5 В (стандарт TTL), а +16 В — для отримання +12 В (при потребі). Типовими споживачами напруг також є двигуни дисководів гнучких дисків і порти RS-232 (±12 В). Типовими стабілізаторами напруг є, наприклад, мікросхеми серії 78xx, що монтуються на тепловідводах.
Двонаправлена 8-розрядна шина даних процесора Intel 8080 розділена на дві однонаправлені 8-розрядні шини. Пізніше ці дві шини інколи об'єднували у одну 16-розрядну для підтримки новіших 16-розрядних мікропроцесорів.
Шина адреси 16-розрядна (у початковій версії шини; пізніше розширена до 24 розрядів). За допомогою сигналів керування шиною адресні лінії можна перевести у стан високого імпедансу.